# Seabelo Senatla

a Compétitions nationales et continentales officielles uniquement.

b Matchs officiels uniquement.
Dernière mise à jour le 9 février 2022.
Seabelo Senatla (né le 10 février 1993 à Welkom (Afrique du Sud)) est un joueur sud-africain de rugby à sept et de rugby à XV. Il évolue au poste d'ailier. Il dispute la Currie Cup avec la Western Province et le United Rugby Championship avec les Stormers. Depuis 2013, il joue également avec l'équipe d'Afrique du Sud de rugby à sept qui dispute les World Rugby Sevens Series et les Jeux olympiques. En 2016, il est nommé meilleur joueur du monde de rugby à sept. Il mesure 1,86 m pour 79 kg.

## Carrière

### Débuts en sélections (en rugby à sept et en catégorie des moins de 20 ans)
Seabelo Senatla commence sa carrière de rugby avec l'équipe d'Afrique du Sud à sept en février 2013, à l'occasion des World Series, pendant le tournoi de Nouvelle-Zélande de rugby à sept 2013. Il est alors appelé avec l’équipe d'Afrique du Sud de rugby à XV des moins de 20 ans en juin 2013, avec laquelle il participe au championnat du monde junior joué en Argentine, fini à la troisième place. Il se fait alors remarquer en inscrivant sept essais en cinq matchs. La semaine suivant la fin de la compétition, Seabelo Senalta dispute la Coupe du monde de rugby à sept 2013, où l'Afrique du Sud est éliminé en quart de finale de Melrose Cup par les Fidji.

### Super Rugby et cadre desBiltzboks
Ses performances lui permettent de signer un contrat avec la South Africa Rugby Union en 2013, le liant avec la fédération jusqu'en 2016. Ce contrat l'engage ainsi à discuter la Currie Cup avec la Western Province.
Il remporte également la médaille d'or à l'épreuve de rugby à sept des Jeux du Commonwealth de 2014 après la victoire de son équipe en finale face à la Nouvelle-Zélande, match durant lequel il marque un doublé.
Il fait cependant ses débuts en compétition professionnelle de rugby à XV en juillet 2014, en Super Rugby, avec sa province des Stormers. Il fait ses débuts en Currie Cup quelques mois plus tard, avec la Western Province. En octobre 2014, il est sélectionné par Heyneke Meyer pour participer à la tournée d'automne avec l'équipe d'Afrique du Sud de rugby à XV, avec laquelle il ne dispute cependant pas le moindre match.
Seabelo Senatla continue ainsi son parcours en rugby à sept et dans les World Series. À l'issue des deux saisons suivantes, il termine en tête du classement des marqueurs d'essais avec respectivement 47 et 66 réalisations. 

### Jeux olympiques et médaille
Le 29 juillet 2016, il est retenu dans l'équipe destinée à disputer les Jeux olympiques de Rio de Janeiro. Au bout du deuxième jour de compétition, Seabelo Senatla et les Sud-africains se qualifient pour les demi-finales. Néanmoins, Senatla doit quitter le groupe pour blessure et est remplacé par Francois Hougaard. L'Afrique du Sud termine sur la troisième place du podium, mais Seabelo Senatla n'est pas récompensé par le CIO en raison de sa non-participation à la petite finale, au profit de son remplaçant Francois Hougaard. Ce dernier offre alors sa médaille à son coéquipier. Senatla déclare alors : « Francois m'a donné (enfin forcé à accepter) sa médaille quand nous sommes revenus au village olympique en disant que je l'avais plus méritée que lui ». Les officiels du CIO, alors touchés par ce geste, décident quelques semaines plus tard de remettre une 13e médaille à l'équipe sud-africaine pour Francois Hougaard.
En 2016, il est nommé meilleur joueur du monde de rugby à sept par World Rugby.

### Retour en Super Rugby
En décembre 2016, Seabelo Senatla annonce son retour en Super Rugby à partir de la saison 2017 avec les Stormers avec pour objectif d'intégrer l'équipe des Springboks. En janvier 2017, lors du tournoi de Wellington, il devient le meilleur marqueur d'essai de sa sélection nationale avec 180 unités.

## Palmarès

### Rugby à XV

#### En franchise et province
- Vainqueur de la Currie Cup en 2014 avec la Western Province
- Finaliste de la en Currie Cup en 2015 avec la Western Province
- Vainqueur de l'United Rugby Championship en 2022 avec les Stormers.

#### En équipe nationale
- Troisième du Championnat du monde junior en 2013 avec l'équipe d'Afrique du Sud des moins de 20 ans.

#### Distinctions personnelles
- Meilleur marqueur du Championnat du monde junior en 2013 (7 essais).

### Rugby à sept

#### Titres
- Médaille d'or de rugby à sept aux Jeux mondiaux en 2013
- Médaille d'or de rugby à sept aux Jeux du Commonwealth en 2014

| Saison    | Statistiques | Statistiques | Statistiques | Classement final | Tournois disputés | Vainqueur du tournoi | 2e place | 3e place |
| Saison    | M            | Ess          | Pts          | Classement final | Tournois disputés | Vainqueur du tournoi | 2e place | 3e place |
| --------- | ------------ | ------------ | ------------ | ---------------- | ----------------- | -------------------- | -------- | -------- |
| 2012-2013 | 23           | 15           | 75           | 2e               | 5/9               | 3                    | 0        | 0        |
| 2013-2014 | 25           | 27           | 135          | 2e               | 5/9               | 1                    | 1        | 0        |
| 2014-2015 | 51           | 47           | 235          | 2e               | 9/9               | 2                    | 1        | 3        |
| 2015-2016 | 55           | 66           | 330          | 2e               | 10/10             | 1                    | 3        | 3        |
| 2016-2017 | 18           | 23           | 115          | -                | 3/10              | 2                    | 1        | 0        |
| Total     | 172          | 178          | 890          | -                | 29                | 9                    | 6        | 6        |

#### Récompenses individuelles
- Meilleur joueur du monde 2016
  - Nommé pour le titre de meilleur joueur de rugby à sept en 2015 (avec Werner Kok et Semi Kunatani)[16]
- (2) Meilleur marqueur d'essais des World Series 2015 et 2016
- Meilleur marqueur des World Series 2016 avec 330 points (à 1 point de l'Américain Madison Hughes)
- Meilleur marqueur des World Series 2015 avec 235 points
- Membre de l'équipe type de la saison 2016 des World Series[17]
- Meilleur marqueur d'essais d'un tournoi :
  - Las Vegas Sevens 2014 avec 6 essais
  - Tournoi de Londres de rugby à sept 2014 avec 13 essais
  - Dubaï Sevens 2014 avec 7 essais (à égalité avec Ambrose Curtis)
  - Wellington Sevens 2016 avec 7 essais
  - Sydney Sevens 2016 avec 7 essais (à égalité avec Savenaca Rawaca)
  - Las Vegas Sevens 2016 avec 11 essais
  - Singapore Sevens 2016 avec 6 essais (à égalité avec Zack Test)
  - Paris Sevens 2016 avec 10 essais
  - Dubaï Sevens 2016 avec 11 essais
  - Wellington Sevens 2017 avec 8 essais
  - Tournoi d'Australie de rugby à sept 2017 avec 9 essais[18]
- Meilleur marqueur d'un tournoi
  - Tournoi de Londres de rugby à sept 2014 avec 65 points
  - Paris Sevens 2016 avec 50 points
  - Dubaï Sevens 2016 avec 55 points
  - Wellington Sevens 2017 avec 40 points (à égalité avec Gavin Lowe)
  - Tournoi d'Australie de rugby à sept 2017 avec 45 points[18]